# Polepie (rejon solecznicki)
Polepie (lit. Paliepiai) − wieś na Litwie, w rejonie solecznickim, okręg wileński. Położona 2 km na południe od Jaszun, w 2001 roku zamieszkana przez 7 osób. Przed II wojną światową w Polsce, w powiecie wileńsko-trockim województwa wileńskiego.
We wsi znajduje się zabytkowy kościół św. Krzyża.